# Sao biến quang Beta Lyrae
Sao biến Beta Lyrae là một lớp các sao đôi gần nhau. Tổng độ sáng của chúng là khác nhau vì hai ngôi sao thành phần quay quanh nhau và trong quỹ đạo này, một thành phần định kỳ đi qua phía trước ngôi sao kia, do đó chặn ánh sáng của nó. Hai ngôi sao thành phần của hệ thống Beta Lyrae khá nặng (một số đạt mức khối lượng mặt trời (M ☉)) và mở rộng (sao khổng lồ hoặc siêu sao). Chúng rất gần nhau, đến nỗi hình dạng của chúng bị biến dạng nặng nề do lực hấp dẫn lẫn nhau: các ngôi sao có hình dạng elip, và có nhiều dòng chảy vật chất lớn chảy từ sao thành phần này sang sao thành phần khác.

## Dòng chảy vật chất
Những dòng chảy lớn này xảy ra bởi vì một trong những ngôi sao, trong quá trình tiến hóa của nó, đã trở thành một sao khổng lồ hoặc sao siêu khổng lồ. Những ngôi sao mở rộng như vậy dễ bị mất khối lượng, chỉ vì chúng quá lớn: trọng lực ở bề mặt của chúng yếu, do đó khí dễ dàng thoát ra (gọi là gió sao). Trong các hệ thống sao đôi gần như hệ thống beta Lyrae, hiệu ứng thứ hai củng cố sự mất mát hàng loạt này: khi một ngôi sao khổng lồ phồng lên, nó có thể đạt đến giới hạn Roche, nghĩa là một bề mặt toán học bao quanh hai thành phần của một hệ sao đôi, nơi vật chất có thể tự do chảy từ sao thành phần này sang sao thành phần khác.
Trong các ngôi sao đôi, ngôi sao nặng nhất thường là ngôi sao đầu tiên tiến hóa thành một sao khổng lồ hoặc sao siêu khổng lồ. Các tính toán cho thấy tổn thất khối lượng của nó sau đó sẽ trở nên lớn đến mức trong một thời gian tương đối ngắn (chưa đến nửa triệu năm), ngôi sao này từng là nặng nhất, giờ trở thành nhẹ hơn so với sao kia. Một phần khối lượng của nó được chuyển đến ngôi sao đồng hành, phần còn lại bị rơi vào không gian vũ trụ.